# Luca Argentero
Luca Argentero (ur. 12 kwietnia 1978 roku w Turynie) – włoski aktor filmowy, telewizyjny i teatralny.

## Wybrana filmografia

### Filmy fabularne
- 2006: Czwarty seks (Il quarto sesso) jako Apoloniusz z Tiany
- 2006: U siebie w domu (A casa nostra) jako Gerry
- 2007: Czekoladowe lekcje (Lezioni di cioccolato) jako Mattia
- 2007: Saturno contro. Pod dobrą gwiazdą (Saturno contro) jako Lorenzo Marchetti
- 2008: Samotny ojciec (Solo un padre) jako Carlo
- 2009: Wielkie marzenie (Il grande sogno) jako Libero
- 2009: Nowożeńcy (Oggi sposi) jako Nicola Impanato
- 2009: Różni się od kogo? (Diverso da chi?) jako Piero Bonutti
- 2010: Jedz, módl się, kochaj (Eat Pray Love) jako Giovanni
- 2010: Kobieta mojego życia (La Donna della mia vita) jako Leonardo
- 2011: Jest ktoś kto mówi tu (C'è chi dice no) jako Max
- 2011: Tiberio Mitri – mistrzyni i panna (Tiberio Mitri: Il campione e la miss, TV) jako Tiberio Mitri
- 2011: Czekoladowe lekcje 2 (Lezioni di cioccolato 2) jako Mattia Cavedoni
- 2012: Obserwator (Le guetteur) jako Nico
- 2012: I oni nazywają lato (E la chiamano estate) jako Alessandro
- 2013: Cha cha cha jako Corso
- 2013: Biała jak mleko, czerwona jak krew (Bianca come il latte, rossa come il sangue) jako nauczyciel

### Serial TV
- 2007: Pani na zamku Carini (La Baronessa di Carini) jako Luca
- 2011: Tiberio Mitri: Il campione e la miss jako Tiberio Mitri
- 2013: Ragion di Stato jako Rosso